# Rydell Poepon
Rydell Poepon (* 28. August 1987 in Amsterdam) ist ein niederländischer Fußballspieler.

## Karriere
Poepon wurde zur Saison 2005/06 aus dem Jugendteam des AFC Ajax aus seiner Heimatstadt Amsterdam in die erste Mannschaft übernommen. Der Stürmer erhielt einen Vertrag bis 2011. Für Ajax kam er jedoch in der Eredivisie nie zum Einsatz. In der Winterpause 2006/07 wurde er zum Ligakonkurrenten Willem II aus Tilburg verliehen. Nach acht Einsätzen in der Rückrunde konnte er sich in der folgenden Saison bei den Tilburgern als Stammkraft neben Frank Demouge durchsetzen. Sein erstes Ligator erzielte er im November gegen den FC Utrecht; diesem folgte drei Wochen später ein „Doppelpack“ beim 6:0-Sieg über Excelsior Rotterdam und beim 3:0-Sieg gegen den N.E.C. aus Nijmegen am 30. Dezember 2007 erzielte er alle drei Treffer.
Zur Saison 2008/09 wechselte Poepon zu Sparta Rotterdam, deren Abstieg er in seiner zweiten Saison trotz zehn Toren nicht verhindern konnte. Nach dem Abstieg schloss er sich Wiederaufsteiger De Graafschap an, wo er meist zwischen den Außen Steve De Ridder und Yuri Rose als Mittelstürmer im Angriff spielt. Auch die Doetinchemer mussten jedoch nach zwei Spielzeiten den Weg in die Eerste divisie antreten.
Nach dem Abstieg wechselte er zur Saison 2012/13 zu ADO Den Haag, wo er einen Zweijahresvertrag unterschrieb. Doch bereits nach einer Spielzeit, in der er bei 27 Einsätzen lediglich drei Tore erzielt hatte, wechselte er erneut und schloss sich dem Ligakonkurrenten NAC Breda an.
Zur Saison 2016/17 verpflichtete der türkische Zweitligist Boluspor Poepon. Nach zwei Jahren für Boluspor, zog er im Sommer 2018 zum Ligarivalen Gazişehir Gaziantep FK weiter. Mit diesem Klub erreichte er zum Saisonende den Play-off-Sieg der TFF 1. Lig und damit den Aufstieg in die Süper Lig. Anschließend kehrte er zu Boluspor zurück.

### Nationalmannschaft
Am 22. August 2007 gab Poepon sein Debüt in Jong Oranje beim 1:0-Sieg in Skopje gegen Mazedonien, im selben Spiel wie Gregory van der Wiel. Im Mai 2008 spielte er mit der U-21 beim Turnier von Toulon, bei dem das Team jedoch nur eins von drei Spielen gewann, das einzige Tor der Niederländer erzielte Dominique Kivuvu.

## Erfolge
Mit Gazişehir Gaziantep FK
- Play-off-Sieger der TFF 1. Lig und Aufstieg in die Süper Lig: 2018/19